# Liste der Bodenseedampfschiffe
Während der Ära der Dampfschifffahrt auf dem Bodensee von 1817 bis 1967 sind 74 Dampfschiffe im Einsatz gewesen: 67 Raddampfer im Passagierdienst, zwei Dampftrajekte und fünf Schraubendampfer. Bei den Raddampfern handelte es sich bis zum Baujahr 1870 um 35 Glattdecker ohne Aufbauten. Sechs von ihnen erhielten in den 1880er Jahren nachträglich Salonaufbauten. Die auf dem Untersee und Hochrhein eingesetzten Raddampfer waren grundsätzlich Glattdecker. 1871 wurde der erste von insgesamt vier Decksalon-Dampfschiffen gebaut, danach fast nur noch die für den Bodensee typischen Halbsalon-Dampfschiffe mit Seitenradantrieb. Ab den 1920er Jahren wurden die Dampfschiffe nach und nach durch Motorschiffe ersetzt. Ein einziges von ihnen, die Hohentwiel, verkehrt weitgehend original restauriert wieder. Seit den 1990er Jahren kamen zwei Dampfboote mit der Zulassung als Passagierschiff hinzu.
Diese Liste ist nach den damaligen fünf Anrainerstaaten des Bodensees untergliedert: Großherzogtum Baden, Königreich Württemberg, Königreich Bayern, Österreich-Ungarn und die Schweizerische Eidgenossenschaft. Jahreszahlen geben Bau- und Verschrottungsjahr, bzw. Kauf- und Verkaufsjahr, oder Jahreszahl eines historischen Dokuments an.

## Liste
| Schiff                  | Land        | von  | bis   | Bemerkungen |
| ----------------------- | ----------- | ---- | ----- | --- |
| Stephanie               | Baden       | 1817 | 1821  | erstes Dampfschiff auf dem Bodensee |
| Leopold (I)             | Baden       | 1831 | 1840  | |
| Helvetia (I)            | Baden       | 1832 | 1843  | ab 1841 Omnibus |
| Leopold (II)            | Baden       | 1840 | 1905  | Umbau aus Leopold (I) |
| Stadt Constanz (I)      | Baden       | 1840 | 1985  | ab 1866 Güterschleppboot Meersburg, ab 1928 Kiesschiff Immenstaad, Abbruch 1985                                                            |
| Helvetia (II)           | Baden       | 1841 | 1874  | vor Inbetriebnahme 1841 Johannes Hus |
| Friedrich               | Baden       | 1854 | 1902  | |
| Stadt Konstanz (II)     | Baden       | 1858 | 1928  | ab 1897 Mainau |
| Germania                | Baden       | 1863 | 1917  | |
| Mainau                  | Baden       | 1864 | 1897  | |
| Kaiser Wilhelm          | Baden       | 1871 | 1931  | ab 1919 Baden |
| Greif                   | Baden       | 1877 | 1934  | |
| Zaehringen              | Baden       | 1888 | 1961  | |
| Stadt Ueberlingen (I)   | Baden       | 1895 | 1928  | danach als Christa Kiesschiff bis ca. 1980                                                                                                 |
| Stadt Konstanz (III)    | Baden       | 1901 | 1939  | |
| Stadt Meersburg         | Baden       | 1902 | 1962  | |
| Gustav Prym             | Baden       | 1916 | heute | Ursprünglich Motorboot (Linienschiff, Feuerlöschboot). 1997 Umbau zum Dampfboot (Schraubendampfer, Passagierschiff).                       |
| Stadt Überlingen (II)   | Baden       | 1929 | 1966  | Letztes und größtes für den Bodensee gebautes Passagierdampfschiff. Gewinnerin des Blauen Band des Bodensees 1952 und 1954.                |
| Wilhelm (I)             | Württemberg | 1824 | 1848  | Genannt „Seeschneck“. Erstes einsatzfähiges Dampfschiff auf dem Bodensee.                                                                  |
| Kronprinz               | Württemberg | 1838 | 1904  | ab 1864 König Karl, ab 1890 Württemberg |
| Königin von Württemberg | Württemberg | 1848 | 1882  | 1860 Kollision mit Stadt Zürich |
| Wilhelm (II)            | Württemberg | 1851 | 1902  | |
| Olga                    | Württemberg | 1854 | 1892  | |
| Friedrichshafen (I)     | Württemberg | 1856 | 1909  | |
| Dampftrajekt I          | Württemberg | 1869 | 1885  | Eisenbahnfähre, genannt „Der Kohlenfresser“                                                                                                |
| Eberhard                | Württemberg | 1870 | 1913  | |
| Christoph               | Württemberg | 1877 | 1920  | |
| König Karl              | Württemberg | 1890 | 1933  | |
| Buchhorn                | Württemberg | 1891 | 1928  | Schraubendampfer, Schleppschiff für Trajektverkehr und Zeppelinschleppdienst, Dampfbarkasse                                                |
| Königin Charlotte       | Württemberg | 1892 | 1944  | 1940–1942 schwimmende Flakbatterie vor Friedrichshafen                                                                                     |
| König Wilhelm           | Württemberg | 1901 | 1940  | |
| Württemberg             | Württemberg | 1903 | 1944  | nach Bombentreffern 1944 in Tarngrau im Hafen gesunken, gehoben, verschrottet                                                              |
| Gna                     | Württemberg | 1908 | 1954  | Schraubendampfer der Drachenstation Friedrichshafen, „Drachenboot“, schnellstes Bodenseedampfschiff                                        |
| Friedrichshafen (II)    | Württemberg | 1909 | 1944  | nach Bombentreffern ausgebrannt |
| Hohentwiel              | Württemberg | 1913 | heute | Einziges erhaltenes Passagier-Dampfschiff auf dem Bodensee. 1962 bis 1990 ausser Dienst.                                                   |
| Max Joseph              | Bayern      | 1824 | 1830  | ab 1825 badisch |
| Ludwig (I)              | Bayern      | 1837 | 1875? | erstes eisernes Schiff auf dem Bodensee. Gesunken nach Kollision mit Stadt Zürich 1861, gehoben 1863, gesunken ca. 1875, ab 1863 Rorschach |
| Concordia               | Bayern      | 1840 | 1882  | |
| Maximilian              | Bayern      | 1845 | 1906  | |
| Merkur                  | Bayern      | 1847 | 1890  | |
| Jura                    | Bayern      | 1854 | 1864  | gebraucht vom Neuenburger See als Le Jura 1863, gesunken nach Kollision mit Stadt Zürich 1864                                              |

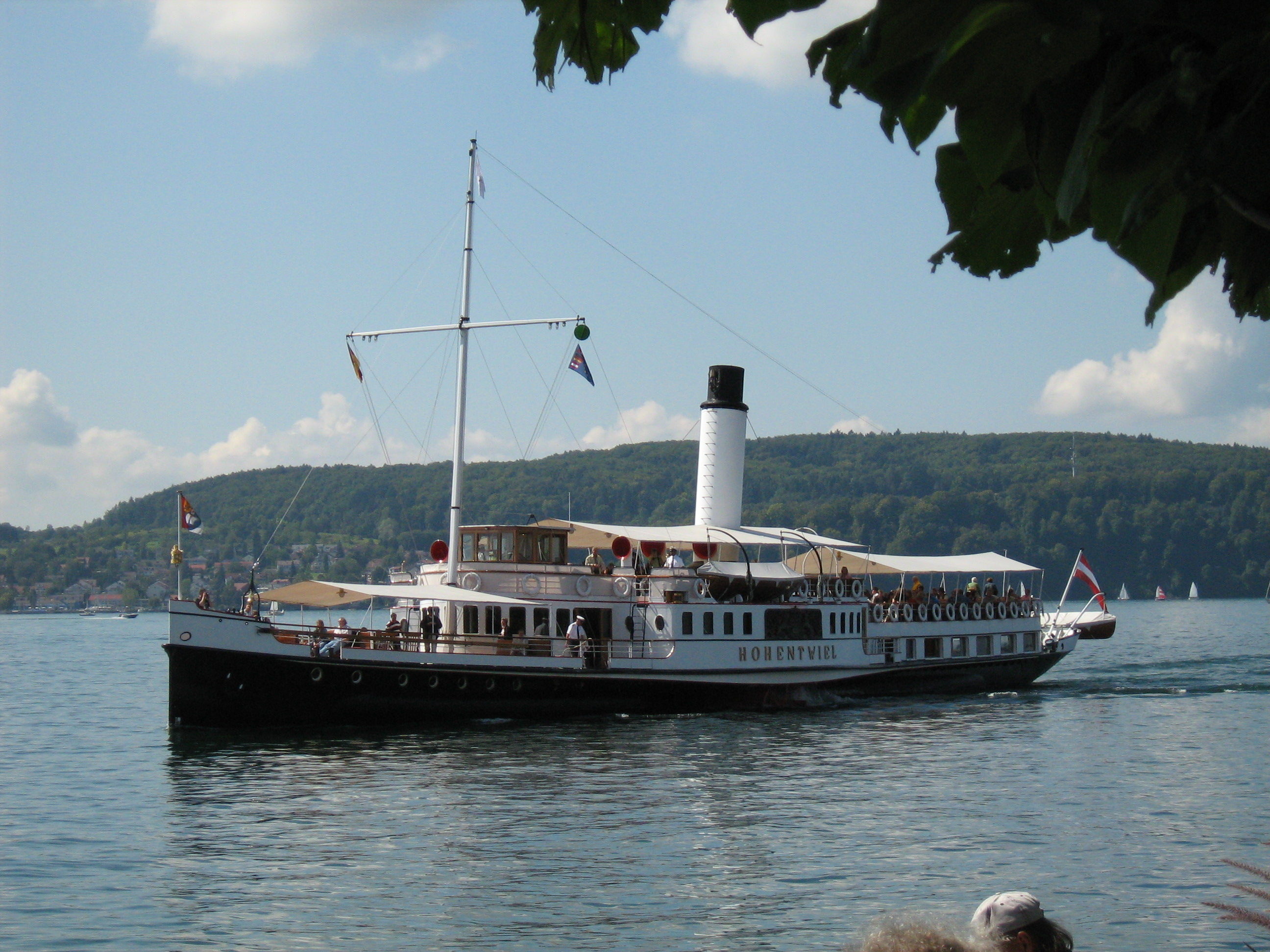
Die Hohentwiel, letztes fahrbereites Dampfschiff auf dem Bodensee

| Stadt Lindau            | Bayern      | 1855 | 1887  | gesunken nach Kollision mit Habsburg |
| Bavaria (I)             | Bayern      | 1869 | 1912  | |
| Ludwig (II)             | Bayern      | 1869 | 1921  | ab 1919 Kempten |
| Dampftrajekt II         | Bayern      | 1874 | 1927  | Eisenbahnfähre, größtes Schiff auf dem Bodensee                                                                                            |
| Wittelsbach             | Bayern      | 1879 | 1929  | ab 1919 Augsburg |
| Prinz-Regent            | Bayern      | 1889 | 1937  | ab 1919 Nürnberg |
| Rupprecht               | Bayern      | 1892 | 1964  | ab 1919 München |
| Lindau                  | Bayern      | 1905 | 1960  | 1946–1952 Name: Hoyerberg |
| Bavaria (II)            | Bayern      | 1912 | 1961  | |
| Felicitas               | Bayern      | 1991 | heute | Schraubendampfer. Als Passagierschiff zugelassener historischer Nachbau eines Dampfbootes.                                                 |
| Austria                 | Österreich  | 1884 | 1927  | ab 1919 Bezau |
| Habsburg                | Österreich  | 1884 | 1984  | ab 1919 Schruns, ab 1921 rumänisch als Continental, ab 1922 Anghel Saligny bei NAVROM                                                      |
| Bregenz                 | Österreich  | 1885 | 1930  | Erster Schraubendampfer auf dem Bodensee, Schleppschiff für Trajektkähne, ab 1910 Vorarlberg                                               |
| Caroline                | Österreich  | 1885 | 1929  | Schraubendampfer, ab 1903 Karoline, ab 1910 als Stadt Radolfzell Baden. Genannt „Kartoffeldampfer“.                                        |
| Kaiser Franz Josef I.   | Österreich  | 1885 | 1940  | ab 1919 Dornbirn |
| Kaiserin Elisabeth      | Österreich  | 1887 | 1958  | ab 1919 Bludenz |
| Kaiserin Maria Theresia | Österreich  | 1892 | 1938  | ab 1919 Feldkirch |
| Stadt Bregenz           | Österreich  | 1910 | 1967  | letztes Dampf-Kursschiff auf dem Obersee                                                                                                   |
| Stadt Schaffhausen      | Schweiz     | 1851 | 1893  | |
| Rhein (I)               | Schweiz     | 1852 | 1885  | |
| St. Gallen (I)          | Schweiz     | 1853 | 1898  | |
| Bodan                   | Schweiz     | 1855 | 1907  | |
| Thurgau                 | Schweiz     | 1855 | 1911  | Schwesterschiff der Stadt Zürich. |
| Stadt Zürich            | Schweiz     | 1855 | 1917  | Ab 1884 Zürich. Wegen drei schweren Havarien „Das Teufelsschiff“ genannt.                                                                  |
| Arenaberg               | Schweiz     | 1865 | 1924  | |
| Rheinfall               | Schweiz     | 1865 | 1939  | gesunken 1869 nach Kesselexplosion, gehoben 1871, ab 1871 Neptun                                                                           |
| Schweiz                 | Schweiz     | 1867 | 1940  | |
| Hohenklingen            | Schweiz     | 1870 | 1957  | Ab 1872 als Christoph Württemberg, ab 1877 Mömpelgard, ab 1903 wieder als Hohenklingen Schweiz.                                            |
| Helvetia                | Schweiz     | 1887 | 1932  | als Schale versenkt |
| Rhein                   | Schweiz     | 1891 | 1921  | Einziger Doppelschraubendampfer, 1900 verkauft an den Neuenburger See, dort als Morat.                                                     |
| Saentis                 | Schweiz     | 1892 | 1933  | mit Aufbauten versenkt |
| St. Gotthard            | Schweiz     | 1897 | 1943  | |
| St. Gallen (II)         | Schweiz     | 1905 | 1960  | |
| Rhein (II)              | Schweiz     | 1906 | 1966  | |
| Schaffhausen            | Schweiz     | 1913 | 1967  | letztes Dampf-Kursschiff auf dem Untersee und Rhein                                                                                        |